# 256537 Zahn
256537 Zahn è un asteroide della fascia principale. Scoperto nel 2007, presenta un'orbita caratterizzata da un semiasse maggiore pari a 3,1743768 UA e da un'eccentricità di 0,0969102, inclinata di 13,71963° rispetto all'eclittica.